# Tetraulacium
Tetraulacium je monotipski biljni rod iz porodice trpučevki  (Plantaginaceae). Jedina vrsta je T. veroniciforme, južnoamerički endem iz Brazila 
Rod je opisan u Bull. Soc. Imp. Naturalistes Moscou, 1843.